# Marko Barsukov
Marko Barsukov (en ucraniano: Марко Барсуков; 6 de abril de 2007) es un deportista ucraniano que compite en saltos de plataforma. Ganó una medalla de bronce en el Campeonato Europeo de Natación de 2024, en la prueba de plataforma 10 m sincro mixto.

## Palmarés internacional
| Campeonato Europeo | Campeonato Europeo | Campeonato Europeo | Campeonato Europeo           |
| Año                | Lugar              | Medalla            | Prueba                       |
| ------------------ | ------------------ | ------------------ | ---------------------------- |
| 2024               | Belgrado (Serbia)  | Medalla de bronce  | Plataforma 10 m sincro mixto |